# Jan Lemaire sr.
Johannes Joseph Petrus (Jan) Lemaire sr. (Amsterdam, 11 maart 1884 – Nieuw-Loosdrecht, 6 maart 1982) was een Nederlands acteur. 
Lemaire begon zijn loopbaan als schoenmakersleerling en werd later conducteur op de Amsterdamse tram. Zijn belangstelling voor het toneel werd gewekt door de affiches die hij vanuit de tram zag hangen bij het Paleis voor Volksvlijt.
Hij werkte bij de toneelgezelschappen van Nap de la Mar, Herman Bouber en Herman Heijermans, met beroemde acteurs als Louis Bouwmeester. Van 1931 tot de jaren vijftig maakte hij deel uit van de vaste VARA hoorspelkern van Willem van Cappellen, waar hij zowel acteur als regisseur was. 
In de Tweede Wereldoorlog sloot Lemaire zich aan bij het verzet. Na de oorlog keerde hij terug naar het toneel. In 1955 vroeg Jan Teulings, regisseur bij het Rotterdams Toneel, hem toe te treden tot zijn gezelschap. In 1962 kreeg hij een contract aangeboden bij het Nieuw Rotterdams Toneel onder leiding van Rob de Vries. Hij speelde in verschillende films, waaronder Dorp aan de rivier van Fons Rademakers (genomineerd voor een Oscar).
Hij schreef het toneelstuk Mooi Juultje van Volendam dat in 1924 werd verfilmd door Alex Benno en twee romans: Afschminken, Dames en Heren (1951) en Gods Glimlach, uitgegeven bij Hollandia. Met Godert van Colmjon nam hij in 1960 De Zuiderzeeballade op, die pas in 1962 een hit werd.

## Theater
- Twaalf in de jurybank (Toneelgroep Het Masker (1933-1947), 1940)
- Bekentenis (Rotterdams Toneel, 1955)
- De wilde eend (Rotterdams Toneel, 1956)
- Krik krak (Rotterdams Toneel, 1956)
- Medeia (Rotterdams Toneel, 1956)
- Op hoop van zegen (Rotterdams Toneel, 1956)
- Dief en diefjesmaat (Rotterdams Toneel, 1957)
- Het kind van de rekening (Rotterdams Toneel, 1957)
- Het lied van de moordenaar (Rotterdams Toneel, 1957)
- Onder verdenking (Rotterdams Toneel, 1957)
- Niets is zeker (Rotterdams Toneel, 1958)
- Hotel Het Paradijs (Rotterdams Toneel, 1958)

- Suiker (Rotterdams Toneel, 1958)
- Heeft iemand nog iets? (Rotterdams Toneel, 1958)
- Wie trouwt de weduwe? (Rotterdams Toneel, 1959)
- De meeuw (Rotterdams Toneel, 1960)
- De Spaansche Brabander (Rotterdams Toneel, 1961)
- Koning Oidipous (Rotterdams Toneel, 1961)
- Cyrano de Bergerac (Rotterdams Toneel, 1962)
- De keuken (Nieuw Rotterdams Toneel, 1962)
- De magistraat (Nieuw Rotterdams Toneel, 1962)
- De revisor (Nieuw Rotterdams Toneel, 1963)
- Niemand van ons (Nieuw Rotterdams Toneel, 1963)
- Het huwelijk (Nieuw Rotterdams Toneel, 1968)[3]

## Film
- Genie tegen geweld (1916)
- Levensschaduwen (1916)
- Bulldog Dummond (1922)
- Cirque hollandais (1924)
- Dorp aan de rivier (1958)
- Suiker (1960)
- Heeft iemand mijn rakkertjes gezien? (1960)
- Bas Boterbloem (1961)
- De laatste passagier (1961)
- Zo'n rustige straat (1961)

- Arthur en Eva (1962)
- Jij en ikke (1965)
- Onder de bomen (1966)
- Onder één dak (1967)
- Egmont (1968)
- De vloek van Woestewolf (1974)
- Dynastie der kleine luyden (1974)
- De verlossing (1975)
- Hollands Glorie (1978)[4]

## Trivia
Jan Lemaire sr. had vijf kinderen uit drie huwelijken: Jan en Cor die hij beide overleefde (met Anna Anken), Liesbeth (met Cootje Matthijsse), Louis en Annette (met Janny Marckelbach). Jan sr.  was ereburger van de stad Rotterdam; hij overleed enkele dagen voor zijn 98e verjaardag.
Op 13 maart 1954 werd hij in het N.V. Huis in Utrecht gehuldigd bij zijn gouden toneeljubileum.